# セカンド・ウィンター
『セカンド・ウィンター』（Second Winter）は、アメリカ合衆国のブルース・ミュージシャン、ジョニー・ウィンターが1969年に発表したスタジオ・アルバム。コロムビア・レコード契約後としては2作目に当たる。

## 解説
オリジナルLPは2枚組で発売されたが、D面には何も収録されておらず、A面に3曲、B面とC面にそれぞれ4曲ずつ収録された。ウィンター自身によれば、音量レベルを下げなければ1枚のレコードに全11曲を収録できないという技術的な問題が生じたため、こうした形で発売されたという。CD化された際には、1枚にまとめられている。
ウィンターの母国アメリカでは、前作『ジョニー・ウィンター』（1969年）に続く全米トップ40入りは果たせなかったが、ウィンターは本作で全英アルバムチャートのトップ100入りを果たし、最高59位に達した。
2004年に発売されたレガシー・エディションでは、ディスク1に未発表音源2曲がボーナス・トラックとして追加収録されたのに加えて、1970年4月17日に行われたロイヤル・アルバート・ホール公演のライヴ音源を収録したボーナス・ディスク『ライヴ・アット・ロイヤル・アルバート・ホール』も追加された。このボーナス・ディスクには、後にエドガー・ウィンターが自身のグループで発表する「フランケンシュタイン」の初期のヴァージョンも収録されている。

## 収録曲
特記なき楽曲はジョニー・ウィンター作。
1. 暗い苦しみの思い出 - "Memory Pain" (Percy Mayfield) - 5:29
2. 心に秘めた愛 - "I'm Not Sure" - 5:19
3. ザ・グッド・ラヴ - "The Good Love" (Dennis Collins) - 4:40
4. スリッピン・アンド・スライディン - "Slippin' and Slidin'" (Eddie Bocage, Al Collins, Little Richard, James Smith) - 2:42
5. ミス・アン - "Miss Ann" (Enotris Johnson, Little Richard) - 3:39
6. ジョニー・B・グッド - "Johnny B. Goode" (Chuck Berry) - 2:45
7. 追憶のハイウェイ61 - "Highway 61 Revisited" (Bob Dylan) - 5:07
8. アイ・ラヴ・エヴリバディ - "I Love Everybody" - 2:33
9. ハッスルド・ダウン・イン・テキサス - "Hustled Down in Texas" - 3:31
10. アイ・ヘイト・エヴリバディ - "I Hate Everybody" - 2:33
11. ファスト・ライフ・ライダー - "Fast Life Rider" - 7:02

### レガシー・エディション盤ボーナス・トラック
1. アーリー・イン・ザ・モーニング - "Early in the Morning" (Dallas Bartley, Leo Hickman, Louis Jordan) - 3:47
2. テル・ザ・トゥルース（インストゥルメンタル） - "Tell the Truth" (Lowman Pauling) - 4:30

### ライヴ・アット・ロイヤル・アルバート・ホール
1. ヘルプ・ミー - "Help Me" (Ralph Bass, Sonny Boy Williamson, Willie Dixon) - 4:58
2. ジョニー・B・グッド - "Johnny B. Goode" (C. Berry) - 3:40
3. ママ・トーク・トゥ・ユア・ドーター - "Mama Talk to Your Daughter" (Alex Atkins, J.B. Lenoir) - 5:16
4. イッツ・マイ・オウン・フォルト - "It's My Own Fault" (B.B. King, Jules Taub) - 11:59
5. ブラック・キャット・ボーン - "Black Cat Bone" - 5:38
6. ミーン・タウン・ブルーズ - "Mean Town Blues" - 11:12
7. タバコ・ロード - "Tobacco Road" (John D. Loudermilk) - 11:04
8. フランケンシュタイン - "Frankenstein" (Edgar Winter) - 9:11
9. テル・ザ・トゥルース - "Tell the Truth" (L. Pauling) - 9:08

## 参加ミュージシャン
- ジョニー・ウィンター - ボーカル、ギター、マンドリン
- エドガー・ウィンター - ピアノ、オルガン、ハープシコード、アルト・サックス
- トミー・シャノン - ベース
- アンクル・ジョン・ターナー - ドラムス、パーカッション
- デニス・コリンズ - ベース(on 3.)